# Biopesticidy
Biopesticid je biologická látka nebo organismus, který poškozuje, zabíjí nebo odpuzuje organismy považované za škůdce. Biologický zásah do ochrany před škůdci zahrnuje predátorské, parazitické nebo chemické vztahy.
Získávají se z organismů včetně rostlin, bakterií a dalších mikrobů. Jsou součástí programů integrované ochrany proti škůdcům (IPM) a získaly velkou praktickou pozornost jako náhražky syntetických chemických přípravků na ochranu rostlin (PPP).

## Definice
Regulační pozice mohou být ovlivněny vnímáním veřejnosti, tedy:
- EU definuje biopesticidy jako „formu pesticidů na bázi mikroorganismů nebo přírodních produktů“.
- US EPA uvádí, že „zahrnují přirozeně se vyskytující látky, které regulují škůdce (biochemické pesticidy), mikroorganismy, které regulují škůdce (mikrobiální pesticidy) a pesticidní látky produkované rostlinami obsahujícími přidaný genetický materiál (ochranné látky začleněné do rostlin) nebo PIP“.

## Typy
Biopesticidy obvykle nemají žádnou známou funkci při fotosyntéze, růstu nebo jiných základních aspektech fyziologie rostlin. Mnoho chemických sloučenin produkovaných rostlinami je chrání před škůdci, nazývají se antifeedants. Tyto materiály jsou biologicky odbouratelné a obnovitelné, což může být pro praktické použití ekonomické. Systémy ekologického zemědělství tento přístup k hubení škůdců zahrnují.
Biopesticidy lze klasifikovat takto:
- Mikrobiální pesticidy se skládají z bakterií, entomopatogenních hub nebo virů (a někdy zahrnují metabolity, které bakterie nebo houby produkují). Entomopatogenní hlístice mohou být klasifikovány jako mikrobiální pesticidy, i když jsou mnohobuněčné.[2]
- Biochemické látky. Komerčně se používají čtyři skupiny: pyrethrum, rotenon, neemový olej a různé silice jsou přirozeně se vyskytující látky, které kontrolují (nebo monitorují v případě feromonů) škůdce a mikrobiální onemocnění.[3]
- Ochranné látky začleněné do rostlin (PIP) obsahují genetický materiál z jiných druhů (tzv. GM plodiny). Jejich použití je kontroverzní zejména v evropských zemích.[4]
- RNAi pesticidy, z nichž některé jsou lokální a některé jsou absorbovány plodinou.

## Trh
Předpovídá se, že trh se zemědělskými biologickými přípravky dosáhne do roku 2031 hodnoty 19,5 miliardy dolarů.